# Haris Silajdžić
Haris Silajdžić (Sarajevo, 1 oktober 1945) is een Bosnische politicus en academicus.
Silajdžić was tussen 1990 en 1993 minister van Buitenlandse Zaken van Bosnië en Herzegovina. Aansluitend was hij tot 1996 premier van het land. Tussen 1997 en 2000 was hij nogmaals premier, ditmaal samen met Boro Bosić (1997 – 1999) en Svetozar Mihajlović (1999 – 2000).
Bij de verkiezingen van 1 oktober 2006 werd Silajdžić gekozen als Bosniaks lid van het drie-presidentschap van Bosnië en Herzegovina. Samen met de Kroaat Željko Komšić en de Serviër Nebojša Radmanović diende hij een termijn van vier jaar. In deze periode bekleedde hij tweemaal het roulerend voorzitterschap van het presidentschap: tussen maart en november 2008 en tussen maart en november 2010. Bij de verkiezingen van 2010 werd Silajdžić niet herkozen en hij werd opgevolgd door Bakir Izetbegović.